# Dekanat Żarów

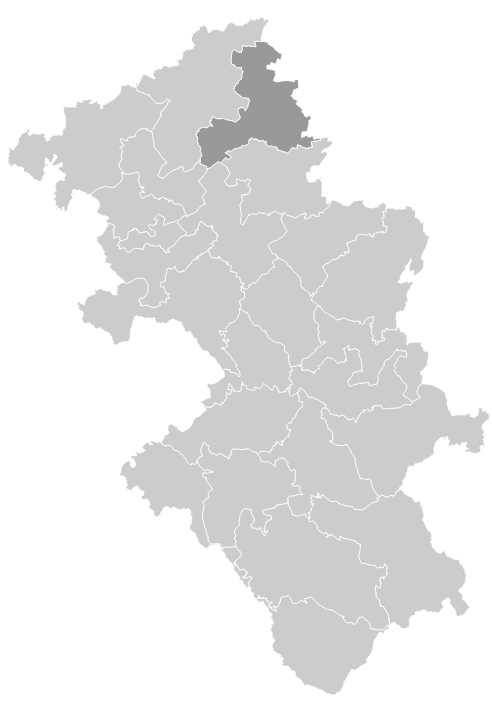
Położenie na mapie diecezji

Dekanat Żarów – jeden z 24 dekanatów w rzymskokatolickiej diecezji świdnickiej. Powstał 1 lipca 2008 na mocy dekretu bp. Ignacego Deca, który zreorganizował dekanat Strzegom oraz usunął dekanat Gościsław.
Dekanat znajduje się na terenie województwa dolnośląskiego, w powiatach: średzkim, świdnickim i wrocławskim. Jego siedziba ma miejsce w Żarowie, w kościele Najśw. Serca Pana Jezusa.

## Parafie i miejscowości
W skład dekanatu wchodzi 8 parafii:

### parafia św. Stanisława
- Buków → kościół parafialny
- Chwałów
- Domanice → filia św. Anny
- Dzikowa
- Pożarzysko → filia św. Józefa Oblubieńca NMP
- Siedlimowice

### parafia św. Szymona i św. Judy Tadeusza
- Bogdanów → filia NMP Anielskiej
- Godków → filia Siedmiu Boleści NMP
  - Osieczyna
- Gościsław → kościół parafialny
- Mieczków → filia św. Andrzeja Boboli
- Osiek → filia Wniebowzięcia NMP

### parafia Wniebowzięcia NMP
- Borzygniew → filia św. Barbary
- Imbramowice → kościół parafialny
- Marcinowiczki
- Pyszczyn → filia św. Antoniego
- Tarnawa

### parafia św. Józefa Oblubieńca NMP
- Jaworzyna Śląska → kościół parafialny oraz filia NMP Częstochowskiej
- Nowy Jaworów
- Pasieczna → filia NMP Królowej Polski

### parafia NMP Królowej Polski
- Łażany → filia Bożego Ciała
- Kruków
- Mrowiny → kościół parafialny
- Zastruże → filia Wniebowzięcia NMP

### parafia św. Barbary
- Czechy → filia NMP Łaskawej i bł. Marii Karłowskiej
- Pastuchów → kościół parafialny
- Piotrowice Świdnickie → filia Podwyższenie Krzyża Świętego
- Przyłęgów
- Skarżyce

### parafia św. Mikołaja
- Jarosław → filia NMP Częstochowskiej
- Pichorowice → kościół parafialny
- Pielaszkowice
  - Jańczów
- Samborz
- Sokolniki

### parafia Najśw. Serca Pana Jezusa
- Żarów → kościół parafialny

Powyższy wykaz przedstawia wszystkie miasta, wsie oraz dzielnice miast, przysiółki wsi i osady w dekanacie.